# Robert Marignan
Robert Marignan (* 26. Oktober 1910 in Parignargues, Département Gard; † 16. Oktober 1985 in Montpellier) war ein französischer Politiker. Er war von 1955 bis 1958 Mitglied des Conseil de la République, dem heutigen Senat.
Marignan war zuerst Apotheker und arbeitete ab 1932 als Militärapotheker. 1939 nahm er kurzzeitig am Zweiten Weltkrieg teil, ehe er aus gesundheitlichen Gründen zurückbeordert wurde. 1945 begann seine politische Karriere, als Marignan in den Gemeinderat von Châteaurenard gewählt wurde. 1953 wurde er Bürgermeister der Stadt. Auch aufgrund einer offensiven Wahlkampagne großer Sympathie, die er im ganzen Département Bouches-du-Rhône genoss, konnte er für dieses 1955 in den Senat einziehen. Dort schloss er sich den linken Republikanern an. Im Jahr 1958 war er kurzzeitig Sekretär des Senats. Bei den Wahlen 1959 wurde er nicht wiedergewählt. Marignan starb 1985 in Montpellier.